# Epistephium amabile
Epistephium amabile  é uma espécie de orquídea terrestre que existe no Peru onde  habita campos limpos e cerrados, eventualmente monteses, e areais do litoral. Apresentam flores muito vistosas, entre as mais vistosas de toda subtribo Vanilleae, à qual estão subordinados. Suas flores nascem em sucessão, de racemos terminais, e duram ligeiramente mais que as de Cleistes.
Esta espécie pode ser reconhecida entre os Epistephium por apresentar caule totalmente ereto, sem raízes aéreas, folhas sésseis, e flores de pétalas com mais de 40 milímetros de comprimento de extremidade arredondada.
São plantas que raramente sobrevivem ao serem transplantadas devido aos danos sofridos pelas suas raízes e rizomas quebradiços. Plantas para uso comercial necessitam ser produzidas por meio de sementes. São mais indicadas para canteiros do que cultivo em vasos.